# Rova (fort)

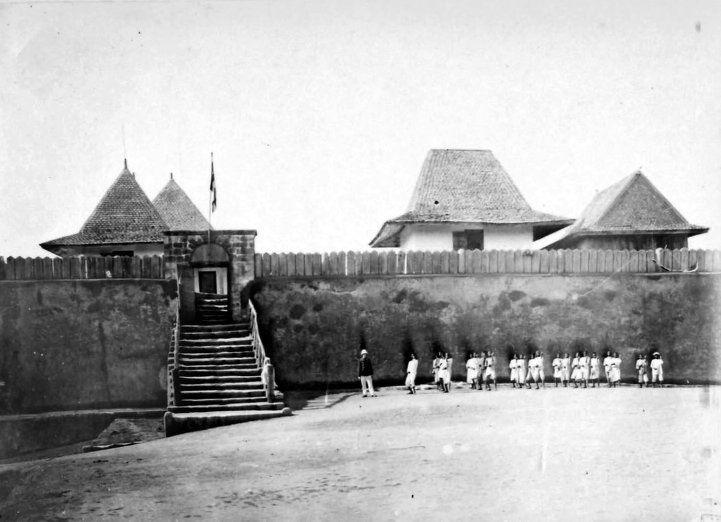
De Rova van Tsinjoarivo (1898)

Een rova is een versterkt koninklijk complex gebouwd in opdracht van de andriana, edellieden die tot de Merina behoren, een volk in Madagaskar.

## Geschiedenis
De Merina stammen af van de eerste bewoners van Madagaskar, die tussen de 1e en de 3e eeuw vanuit Zuidoost-Azië naar het eiland emigreerden. Rond de 15e eeuw trokken de Merina van de zuidoostelijke kust naar de centrale hooglanden en stichtten er het koninkrijk Imerina. De Merina-Koning Andriamanelo (regeringsperiode ca. 1540-1575) leidde een reeks militaire veldtochten tegen bewoners die zich hier reeds hadden gevestigd en dreef hen uiteindelijk weg.
Om het nieuw verworven gebied te verdedigen tegen de omliggende volkeren, liet Andriamanelo versterkte dorpen bouwen in de hooglanden. Tijdens zijn regering werd een nieuw kastenstelsel geïntroduceerd, die drie kasten kende: de andriana (edelen), de hova (vrije mensen) en de andevo (lijfeigenen). Voor de andriana liet Andriamanelo versterkte woonplaatsen op heuvels bouwen, de rova's. Rond 1540 werd de eerste rova gebouwd in opdracht van Andriamanelo. Deze rova werd gebouwd op een heuvel in het dorp Alasora, gelegen 15 kilometer buiten het huidige Antananarivo. Het was de eerste van vele rova's die in opdracht van Andriamanelo en zijn troonopvolgers werden gebouwd als woonplaats voor de andriana.

## Beschrijving

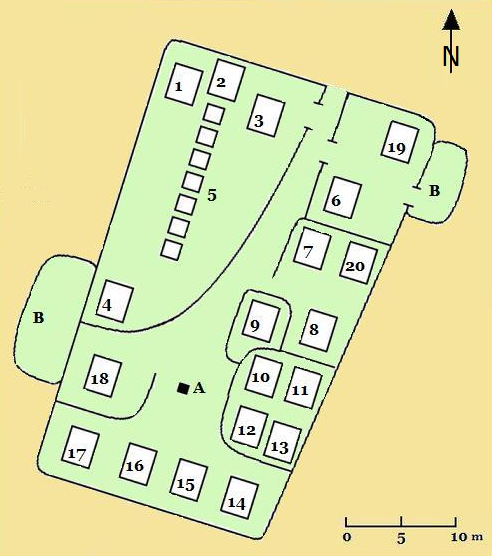
Vermoedelijke inrichting van de Rova van Antananarivo rond 1800

Hoogte is in Madagaskar een symbool voor macht, daarom werd voor de locatie van een rova vaak de hoogste heuvels uitgekozen. Volgens de traditie kon een rova alleen worden opgericht onder leiding van een andriana. Het diende niet alleen als woonplaats voor zijn gezin, maar na zijn dood werd de edelman ook begraven in de begraafplaats (fasana) binnen de muren van de rova. Een rova werd altijd op een heuvel gebouwd, zodat het hoger lag als het omliggende dorp. Wanneer een nieuwe troonopvolger een nieuwe rova aan een bestaande liet bouwen, werden zijn vertrekken hoger gemaakt als die van zijn voorganger, als symbool van zijn grotere macht.

Toegangspoort van de Rova van Ambohimanga, rechts van de toegangspoort een vavahady

Rova's werden omheind door muren (tamboho) gemaakt van modder en droge stengels van rijstplanten, droge grachten (hadifetsy) en diepe loopgraven (hadivory). De toegangspoort werd geflankeerd door grote stenen schijven, vavahady genaamd. Vanaf het begin van de 19e eeuw werden nieuwe rova's meestal voorzien van een omheining van puntige houten palen. De woningen (lapa) werden gemaakt van hout en bestonden vaak uit een eenvoudige rechthoekige kamer met een haard en een bed op een platform. Het rieten dak is steil en puntig en wordt geflankeerd door tandro-trano, rijk gedecoreerde dakstijlen die een heel eind boven het dak uitsteken.
De indeling van de rova was gebaseerd op een aantal wetten die voortvloeide uit het animistisch wereldbeeld van de Merina. Zo wordt het oosten in verband gebracht met de razana (overleden voorouders). In het oostelijke deel van de rova staan voornamelijk bouwwerken die betrekking hadden op de verering van de razana. Hier staan ook de koninklijke graven, de bassins met heilig water voor koninklijke rituelen en ficus- en dracaenabomen, symbolen van koninklijkheid. Het noorden wordt door Malagassiërs in verband gebracht met mannelijkheid en koninklijkheid. In het noordelijke gedeelte van de rova staan een koninklijke residentie en rechterlijke gebouwen (1 t/m 5). Het zuiden wordt geassocieerd met vrouwelijkheid en geestelijke kracht, hier staan de woningen voor de echtgenotes en hun familie (8 t/m 20).  Op de binnenplaats (kianja) staat een grote heilige steen (vatomasina, A). Hier kon de koning zijn speeches of decreten (kabary) houden wanneer hij de rova bezocht.

## Belangrijkste rova's
- De Rova van Antananarivo was de zetel van de regering tijdens het bewind van het koninkrijk Imerina en het koninkrijk Madagaskar.
- De Rova van Ambohimanga was een voormalige Merina-hoofdstad en is de best bewaarde historische rova. Ambohimanga is opgenomen op de Werelderfgoedlijst van de Unesco.
- De Rova van Tsinjoarivo is gebouwd tijden de regering van Ranavalona I als zomerresident voor het koninklijk hof.
- De Rova van Ilafy werd bewoond door koning Andrianjafy. Koning Radama II ligt hier begraven.
- De twaalf heilige heuvels van Imerina bevatten voormalige rova's, waaronder die van Ambohimanga, Alasora en Ambohitrabiby, de rova van Ralambo.

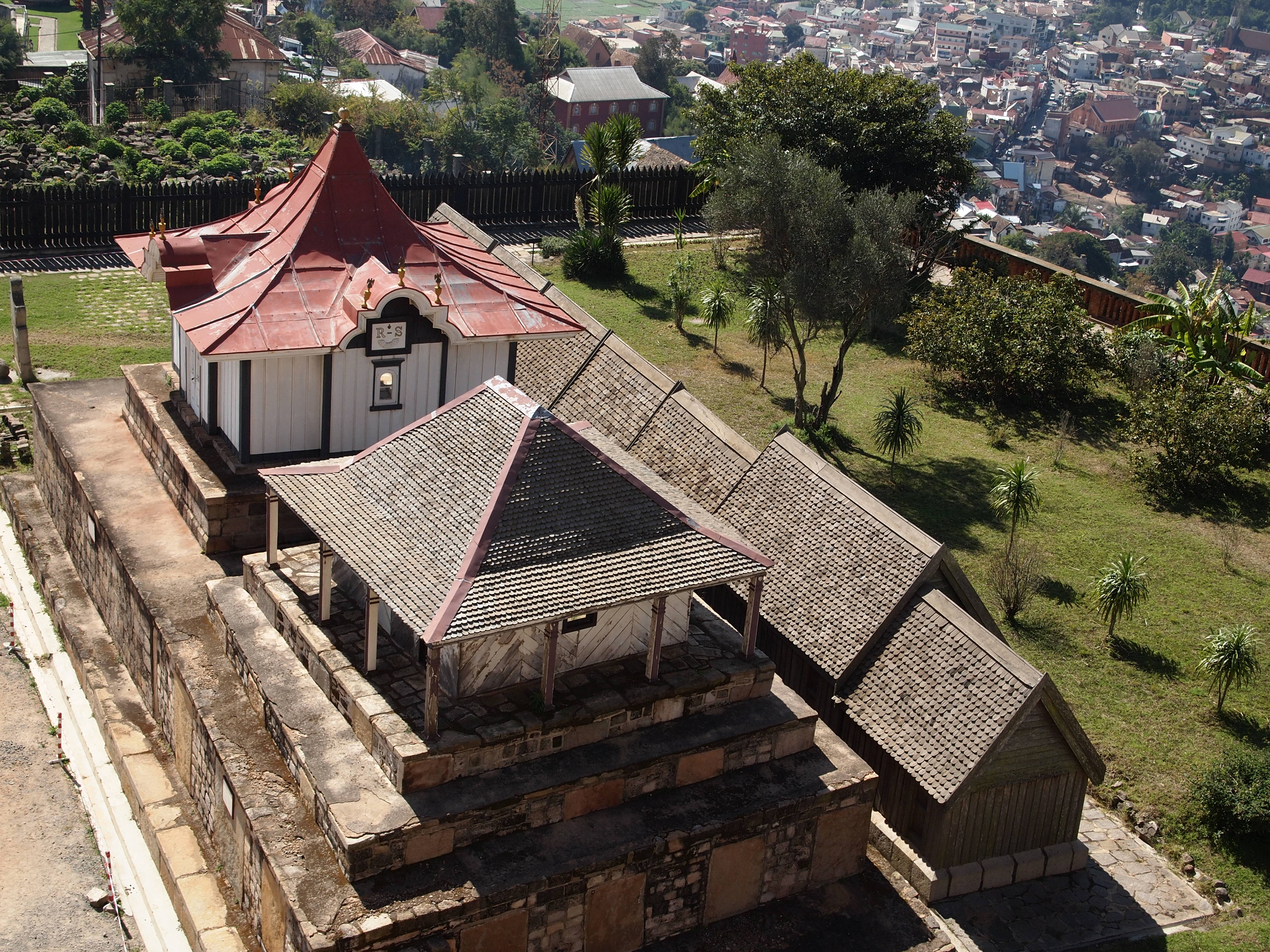
Koninklijke graven in de Rova van Antananarivo
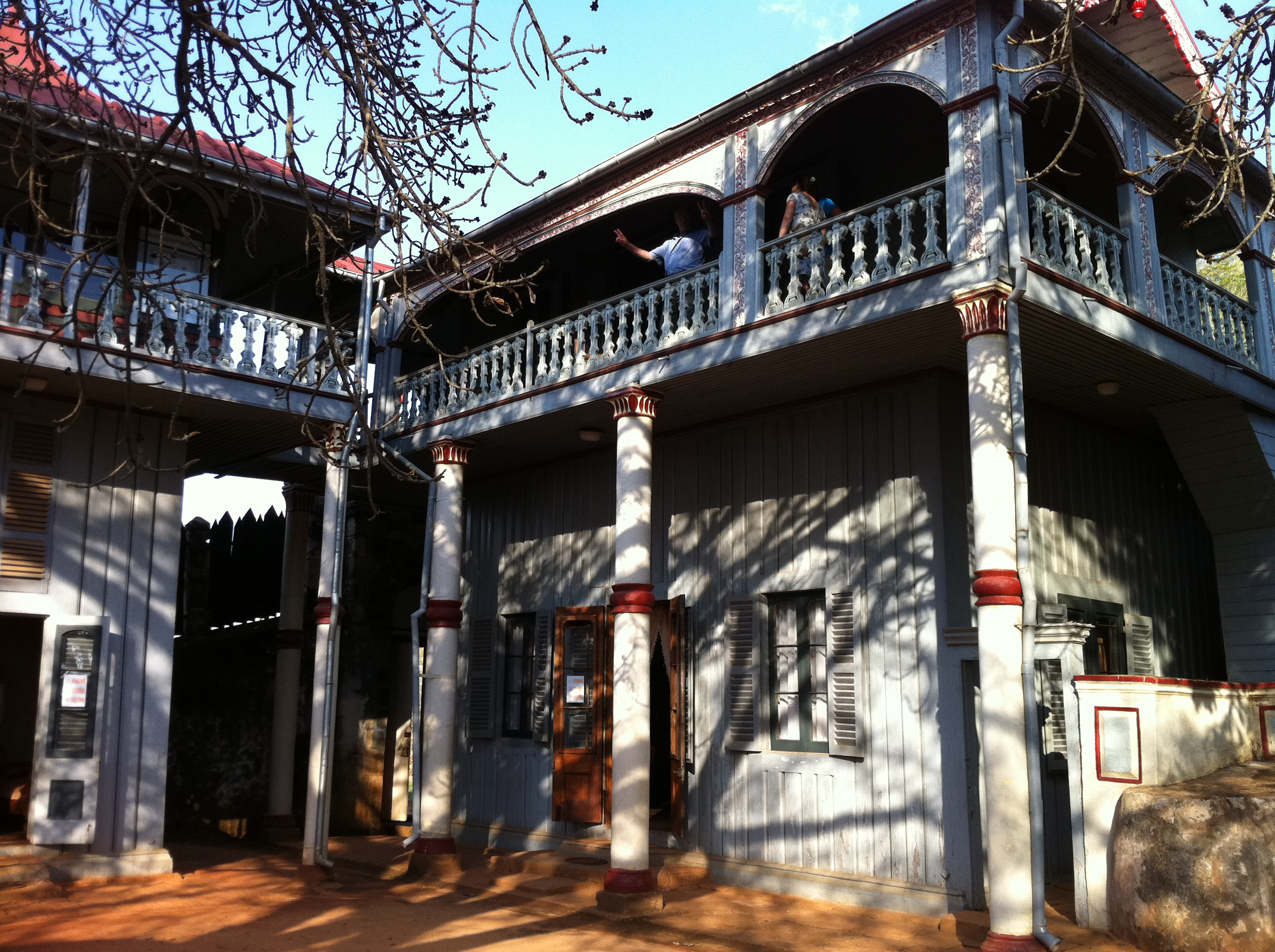
Zomerpaleis in de Rova van Ambohimanga
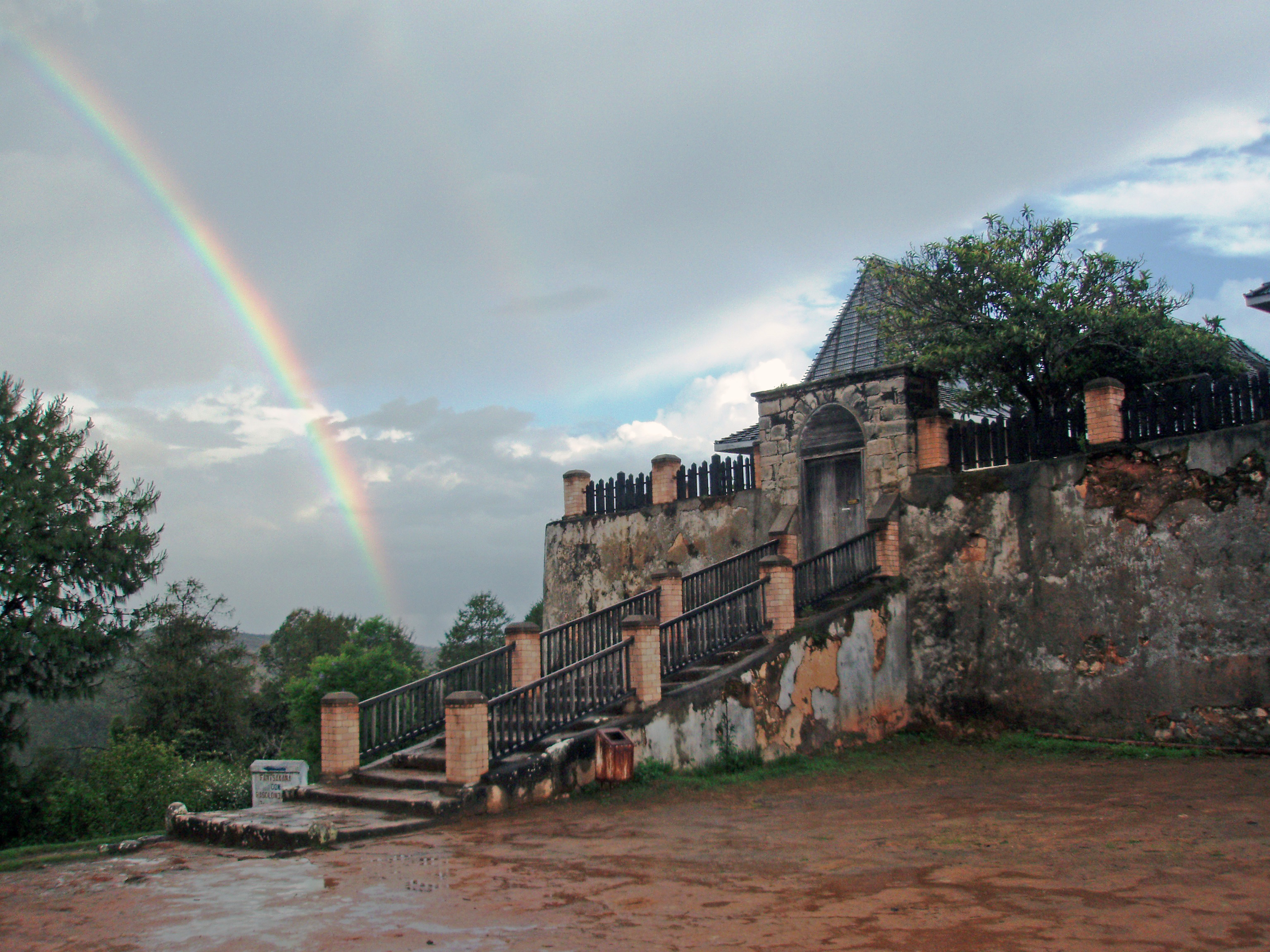
Entree van de Rova van Tsinjoarivo
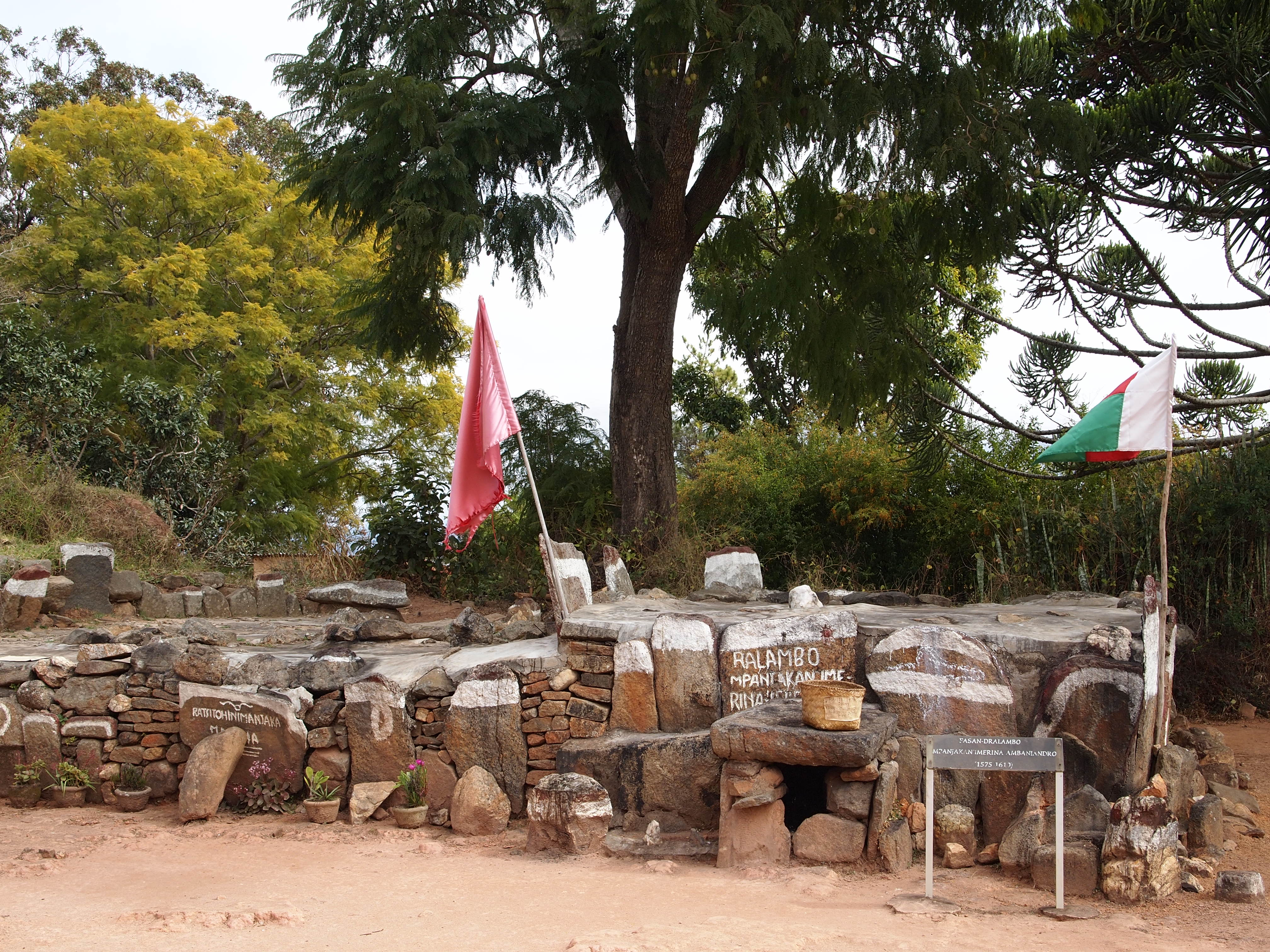
Graf van Ralambo in de Rova van Ambohitrabiby
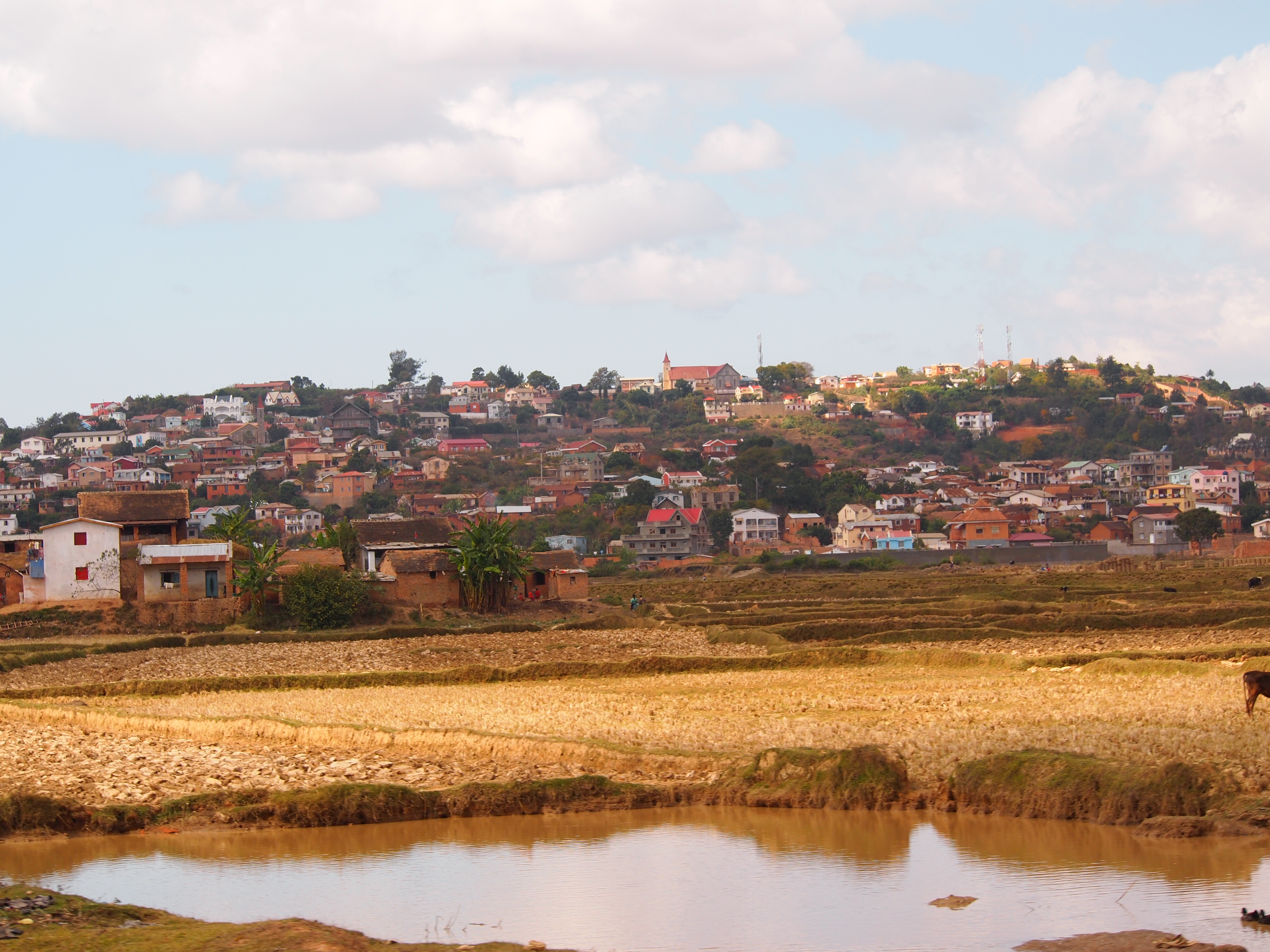
De eerste rova werd rond 1540 gebouwd in Alasora.